# Basilodes inquinatus
Basilodes inquinatus là một loài bướm đêm trong họ Noctuidae.